# Авагта
Авагта (Огієнко: Аваґта; Архімандрит Никифор (Бажанов): Авагфа, дане ім'я перекладається як «щастя») — один з семи скопців з оточення перського царя Ахашвероша (Хоменко: Ксеркс) (Естера 1:10; 2:21).